# Titularbistum Rhasus
Das Bistum Rhasus (italienisch diocesi di Raso, lateinisch Dioecesis Rhasensis) ist ein Titularbistum der römisch-katholischen Kirche. 
Es geht zurück auf ein früheres Bistum der mittelalterlichen Stadt Stari Ras in Serbien. Das Bistum gehörte der Kirchenprovinz Achrida an.
| Titularbischöfe von Rhasus |                                                       |                                                     |                    |                  |
| Nr.                        | Name                                                  | Amt                                                 | von                | bis              |
| 1                          | Francesco Solano Muente y Campos OFM                  | emeritierter Bischof von Ayacucho o Huamanga (Peru) | 21. Juli 1939      | 7. August 1951   |
| 2                          | Thomas Kiely Gorman                                   | Koadjutorbischof von Dallas (USA)                   | 8. Februar 1952    | 29. August 1954  |
| 3                          | John Anthony Donovan                                  | Weihbischof in Detroit (USA)                        | 6. September 1954  | 25. Februar 1967 |
| 4                          | Octavio Nicolás Derisi Titularerzbischof pro hac vice | Weihbischof in La Plata (Argentinien)               | 16. November 1970  | 22. Oktober 2002 |
| 5                          | Braulio Sáez García OCD                               | Weihbischof in Santa Cruz de la Sierra (Bolivien)   | 11. September 2003 |                  |